# Anne-Caroline Chausson
Anne-Caroline Chausson (Dijon, 8 oktober 1977) is een Franse mountainbikester en BMX-ster. Chausson won de wereldtitel Downhill voor junior dames in 1993, 1994 en 1995. Vanaf 1996 tot en met 2003 won ze ieder jaar de wereldtitel op de Downhill voor elite dames; in 2005 wist ze nogmaals wereldkampioene te worden. Naast deze negen wereldtitels op de Downhill won ze nog tweemaal op de Dual (in 2000 en 2001) en tweemaal de Fourcross (in 2002 en 2003), wat haar totaal op dertien wereldtitels bij de elite dames brengt.
In 2007 ging Chausson zich richten op de BMX-sport met het oog op de Olympische Zomerspelen van 2008 in Peking, waar BMX voor het eerst op het programma stond. Tijdens deze Spelen won Chausson de gouden medaille op de BMX.

## Palmares

### 4-Cross
| Seizoen | Wereldbeker                                                  | WK  | EK  | FK | Overige | Totaal aantal zeges |
| ------- | ------------------------------------------------------------ | --- | --- | -- | ------- | ------------------- |
| 2002    | Fort William, Maribor, Mt. St-Anne, Telluride eindklassement | ↑   | NVT |    |         | 5                   |
| 2003    |                                                              | ↑   | ↑   |    |         | 6                   |
| 2004    | Fort William                                                 | 15e | ↑   |    |         | 6                   |
| Totaal  | 5 (1x eindklassement)                                        | 2   | 2   | 0  | 0       | 9                   |

### Dual-slalom
| Seizoen | Wereldbeker                                                              | WK  | EK | FK   | Overige | Totaal aantal zeges |
| ------- | ------------------------------------------------------------------------ | --- | -- | ---- | ------- | ------------------- |
| 1998    |                                                                          | NVT | ↑  |      |         | 10                  |
| 1999    |                                                                          | NVT |    |      |         | 9                   |
| 2000    | Cortina, Maribor, Mt. St-Anne, Vail, Arai, Kaprun, Leysin eindklassement | ↑   |    |      |         | 8                   |
| 2001    | Maribor                                                                  | ↑   |    |      |         | 7                   |
| 2002    |                                                                          | NVT |    | Goud |         | 6                   |
| Totaal  | 8 (1x eindklassement)                                                    | 2   | 1  | 1    | 0       | 12                  |

### Downhill
| Seizoen | Wereldbeker                                                                                        | WK | EK | FK   | Overige | Totaal aantal zeges |  |
| ------- | -------------------------------------------------------------------------------------------------- | -- | -- | ---- | ------- | ------------------- |  |
| 1993    | | ↑* |    |      |         | 1                   |  |
| 1994    | Cap-d'Ail                                                                                          | ↑* | ↑  | Goud |         | 4                   |  |
| 1995    | | ↑* | ↑  | Goud |         | 3                   |  |
| 1996    | Panticosa, Nevegal, Les Gets                                                                       | ↑  | ↑  | Goud |         | 6                   |  |
| 1997    | Nevegal, Sierra Nevada                                                                             | ↑  | ↑  | Goud |         | 5                   |  |
| 1998    | Stellenbosch, Les Gets, Big Bear Lake, Snoqualmie Pass, Sierra Nevada, Kaprun, Arai eindklassement | ↑  | ↑  | Goud |         | 10                  |  |
| 1999    | Les Gets, Maribor, Nevegal, Squaw Valley, Mt. St-Anne, Bromont, Kaprun einkdlassement              | ↑  |    | Goud |         | 9                   |  |
| 2000    | Les Gets, Cortina, Vail, Arai, Kaprun, Leysin eindklassement                                       | ↑  |    |      |         | 7                   |  |
| 2001    | Maribor, Vars, Grouse Mountain, Durango, Arai, Kaprun eindklassement                               | ↑  |    |      |         | 7                   |  |
| 2002    | Maribor, Mt. St-Anne, Telluride, Les Gets eindklassement                                           | ↑  |    | Goud |         | 6                   |  |
| 2003    | L'Alpe d'Huez                                                                                      | ↑  | ↑  |      |         | 3                   |  |
| 2004    | Fort William                                                                                       |    | ↑  |      |         | 2                   |  |
| 2005    | Willingen, Schladming, Pila                                                                        | ↑  | ↑  | Goud |         | 6                   |  |
|         | |    |    |      |         |                     |  |
| Totaal  | 41 (5x eindklassement)                                                                             | 12 | 8  | 8    | 0       | 69                  |  |

- = Als juniore

| Titel                            | Jaartal                                                |
| -------------------------------- | ------------------------------------------------------ |
| Olympisch kampioen BMX           | 2008                                                   |
| Wereldkampioen Downhill          | 1996, 1997, 1998, 1999, 2000, 2001, 2002, 2003 en 2005 |
| Wereldkampioen Dual              | 2000 en 2001                                           |
| Wereldkampioen 4X                | 2002 en 2003                                           |
| Wereldkampioen Downhill junioren | 1993, 1994 en 1995                                     |
| Europees kampioen Dowhill        | 1994, 1995, 1996, 1997, 1998, 2003, 2004 en 2005       |
| Europees kampioen 4X             | 2003 en 2004                                           |
| Wereldbeker Downhill             | 1998, 1999, 2000, 2001 en 2002                         |
| Frans kampioen Downhill          | 1994, 1995, 1996, 1997, 1998, 1999, 2002 en 2005       |

2008: Anne-Caroline Chausson ·
2012: Mariana Pajón ·
2016: Mariana Pajón ·
2020: Beth Shriever ·
2024: Saya Sakakibara